# 0141
0141 è il prefisso telefonico del distretto di Asti, appartenente al compartimento di Torino.
Il distretto comprende la maggior parte della provincia di Asti e alcuni comuni della provincia di Alessandria e della provincia di Cuneo. Confina con i distretti di Vercelli (0161) e di Casale Monferrato (0142) a nord, di Alessandria (0131) a est, di Acqui Terme (0144) a sud-est, di Alba (0173) a sud-ovest e 
di Torino (011) a ovest e a nord-ovest.

## Aree locali e comuni
Il distretto di Asti comprende 113 comuni compresi nelle 5 aree locali di Asti, Canelli, Montechiaro d'Asti (ex settori di Moncalvo e Montechiaro d'Asti), Nizza Monferrato (ex settori di Montegrosso d'Asti e Nizza Monferrato) e Villafranca d'Asti (ex settori di San Damiano d'Asti e Villafranca d'Asti).
I comuni compresi nel distretto sono: Agliano Terme, Alfiano Natta (AL), Antignano, Aramengo, Asti, Azzano d'Asti, Baldichieri d'Asti, Belveglio, Bruno, Calamandrana, Calliano, Calosso, Camerano Casasco, Camo (CN), Canelli, Cantarana, Capriglio, Casorzo, Cassinasco, Castagnole delle Lanze, Castagnole Monferrato, Castel Boglione, Castel Rocchero, Castell'Alfero, Castellero, Castelletto Merli (AL), Castelletto Molina, Castello di Annone, Castelnuovo Belbo, Castelnuovo Calcea, Castiglione Tinella (CN), Cellarengo, Celle Enomondo, Cerreto d'Asti, Cerro Tanaro, Chiusano d'Asti, Cinaglio, Cisterna d'Asti, Coazzolo, Cocconato, Corsione, Cortandone, Cortanze, Cortazzone, Cortiglione, Cossano Belbo (CN), Cossombrato, Costigliole d'Asti, Cunico, Dusino San Michele, Ferrere, Fontanile, Frinco, Grana Monferrato, Grazzano Badoglio, Incisa Scapaccino, Isola d'Asti, Mango (CN), Maranzana, Maretto, Moasca, Mombaruzzo, Mombercelli, Monale, Moncalvo, Mongardino, Montabone, Montafia, Montaldo Scarampi, Montechiaro d'Asti, Montegrosso d'Asti, Montemagno, Montiglio Monferrato, Moransengo-Tonengo, Murisengo (AL), Nizza Monferrato, Odalengo Piccolo (AL), Passerano Marmorito, Penango, Piea, Piovà Massaia, Ponzano Monferrato (AL), Portacomaro, Quaranti, Refrancore, Revigliasco d'Asti, Roatto, Robella, Rocca d'Arazzo, Rocchetta Belbo (CN), Rocchetta Palafea, Rocchetta Tanaro, San Damiano d'Asti, San Martino Alfieri, San Marzano Oliveto, San Paolo Solbrito, Santo Stefano Belbo (CN), Scurzolengo, Settime, Soglio, Tigliole, Tonco, Vaglio Serra, Valfenera, Viale, Viarigi, Vigliano d'Asti, Villa San Secondo, Villadeati (AL), Villafranca d'Asti, Villanova d'Asti e Vinchio .